# Yootha Joyce
Yootha Joyce Needham (Wandsworth, Londen, 20 augustus 1927 – Londen, 24 augustus 1980) was een Engels actrice, in Nederland vooral bekend geworden door haar rol als Mildred Roper in de televisieseries Man About the House en George & Mildred.

## Carrière
Joyce volgde haar opleiding aan de Theatre Workshop van Joan Littlewood, een instituut waarvoor acteurs als Michael Caine en Sean Connery werden afgewezen.
Joyce debuteerde in 1962 in een aflevering van de televisieserie Armchair Theatre en speelde in de jaren 60 vele gastrollen in bekende televisieseries als Z Cars, Steptoe and Son, Benny Hill, The Avengers, The Saint en Dixon of Dock Green.
Haar speelfilmdebuut maakte ze in 1963, in de Joan Littlewood-productie Sparrows Can't Sing, waarin ze een bardame speelde. Ook toekomstige co-ster Brian Murphy speelde mee in de film, net als haar toenmalige man, Glynn Edwards. Joyce was van 1956 tot 1968 getrouwd met Edwards. Na haar scheiding is ze nooit hertrouwd. 
Ze speelde ook in films als The Pumpkin Eater (1964), Fanatic (1965), Catch Us If You Can (1965), Kaleidoscope (1966) en A Man For All Seasons (1966). Ze speelde echter altijd bijrollen, nooit een hoofdrol.
Pas in 1968 kreeg ze een vaste rol in de BBC-comedyserie Me Mammy, waarvan tot 1971 21 afleveringen werden gemaakt.
De jaren '70 waren belangrijk voor Joyce. Ze speelde gastrollen in On the Buses, Jason King en Seven of One en speelde opnieuw rolletjes in speelfilms. Haar doorbraak kwam echter in 1973, toen ze de bijrol van Mildred Roper kreeg in de serie Man about the house. George (Brian Murphy) en Mildred Roper groeiden als kibbelend echtpaar echter uit tot de meest populaire figuren in de serie. Man about the house eindigde in 1976 waarna Joyce en Murphy meteen hun eigen serie kregen: George & Mildred. De serie was erg populair en Joyce leek te worden vereenzelvigd met haar rol. Privé trok ze zich steeds meer terug en leefde op zichzelf. Na enkele seizoenen stopte de serie, waarna er nog een bioscoopfilm werd gemaakt. Deze verscheen in september 1980. De eerste scripts voor een nieuwe serie met haar in de rol van Mildred Roper waren net klaar. De release van de bioscoopfilm maakte Joyce echter niet meer mee. Begin augustus 1980 zakte ze in elkaar en overleed achttien dagen later in het ziekenhuis. Brian Murphy was op dat moment bij haar. Na haar overlijden werd duidelijk dat Yootha Joyce jarenlang in stilte een gevecht tegen alcoholisme had geleverd.

## Filmografie
- George & Mildred (1980) – Mildred Roper
- George & Mildred (televisieserie) – Mildred Roper (38 afl., 1976–1979)
- The 21st Annual TV Week Logie Awards (televisiefilm, 1979) – zichzelf
- Man About the House (televisieserie) – Mildred Roper (39 afl., 1973–1976)
- Man About the House (1974) – Mildred Roper
- Frankenstein: The True Story (televisiefilm, 1973) – hoofdzuster ziekenhuis (niet op aftiteling)
- Steptoe and son ride again (1973) – Lennies vrouw
- On the Buses (televisieserie) – Jessie (afl. "The Allowance", 1973)
- Seven of One (televisieserie) – Mrs. Scully (afl. "Open All Hours", 1973)
- Home from Home (televisiefilm, 1973) – Lil Wilson
- Comedy Playhouse (televisieserie) – Lil Wilson (afl. "Home from Home", 1973)
- Never Mind the Quality: Feel the Width (televisiefilm, 1973) – Mrs. Finch
- Jason King (televisieserie) – Zuster Dryker (afl. "If It's Got to Go, It's Got to Go", 1972)
- Burke & Hare (1972) – Mrs. Hare
- Nearest and Dearest (1972) – Mrs. Rowbottom
- The Night Digger (1971) – Mrs. Palafox
- Me Mammy (televisieserie) – Miss Argyll (afl. onbekend, 1968–1971)
- Conceptions of Murder (televisieserie) – Maria (afl. "Peter and Maria", 1970)
- Fragment of Fear (1970) – Miss Ward-Cadbury
- Manhunt (televisieserie) – Denise (afl. "Fare Forward, Voyagers", 1970)
- Dixon of Dock Green (televisieserie) – Mrs. Harper (afl. "Reluctant Witness", 1969)
- W. Somerset Maugham (televisieserie) – Elvira (afl. "Lord Mountdrago", 1969)
- Play of the Month (televisieserie) – Mademoiselle Motte (afl. "Maigret at Bay", 1969)
- Armchair Theatre (televisieserie) – rol onbekend (afl. "Go on...It'll Do You Good", 1969)
- All the Right Noises (1969) – Mrs. Byrd
- ITV Playhouse (televisieserie) – Phoebe/Mrs. Bewley (afl. "Your Name's Not God, It's Edgar", 1968) – Phoebe/Mrs. Bewley
- City 68 (televisieserie) – Hilda (afl. "Love Thy Neighbour", 1968)
- The Wednesday Play (televisieserie) – Miriam Green (2 afl., 1966/1967)
- Charlie Bubbles (1967) – vrouw in café
- Our Mother's House (1967) – Mrs. Quayle
- Stranger in the House (1967) – meid op schietbaan
- The Avengers (televisieserie) – Miss Lister (afl. "Something Nasty in the Nursery", 1967)
- Armchair Theatre (televisieserie) – Mrs. Finch (afl. "Never Mind the Quality, Feel the Width", 1967)
- Thirty-Minute Theatre (televisieserie) – Agnes (afl. "Teeth", 1967)
- George and the Dragon (televisieserie) – Irma (afl. "The Season of Goodwill", 1966)
- Dixon of Dock Green (televisieserie) – Joyce Watson (afl. "You Can't Buy a Miracle", 1966)
- A Man for All Seasons (1966) – Averil Machin
- The Saint (televisieserie) – Milanov (afl. "The Russian Prisoner", 1966)
- Kaleidoscope (1966) – receptioniste museum
- No Hiding Place (televisieserie) – Hilda Myers (afl. "Ask Me If I Killed Her", 1966)
- The Portsmouth Defence (televisiefilm, 1966) – Miriam Green
- Theatre 625 (televisieserie) – Miss Binnington (afl. "Portraits from the North: The Nutter", 1965)
- Steptoe and Son (televisieserie) – Avis (afl. "A Box in Town", 1965)
- Dixon of Dock Green (televisieserie) – huurbazin (afl. "Forsaking All Others", 1965)
- Theatre 625 (televisieserie) – Jane Matthews (afl. "Try for White", 1965)
- The Wednesday Play (televisieserie) – Rosalind Arnold (afl. "The Confidence Course", 1965)
- Redcap (televisieserie) – Magda (afl. "A Town Called Love", 1965)
- The Wednesday Thriller (televisieserie) – Mrs. Seam (afl. "The Babysitter", 1965)
- Cluff (televisieserie) – Flo Darby (afl. "The Convict", 1965)
- Catch Us If You Can (1965) – Nan
- Fanatic (1965) – Anna
- Frankie Howerd (televisieserie) – rol onbekend (Episode 1.6, 1965)
- Z-Cars (televisieserie) – Grace (afl. "First Foot", 1964)
- Dixon of Dock Green (televisieserie) – Mabel Davies (afl. "The Night Man", 1964)
- Diary of a Young Man (televisiefilm, 1964) – Mrs. Baggerdagger
- ITV Play of the Week (televisieserie) – Vera Maine (afl. "Gina", 1964)
- Dixon of Dock Green (televisieserie) – Mrs. Gates (afl. "Child Hunt", 1964)
- ITV Play of the Week (televisieserie) – rol onbekend (afl. "I Can Walk Where I Like Can't I?", 1964)
- The Pumpkin Eaters (1964) – vrouw bij kapper
- Z-Cars (televisieserie) – Mrs. Gilroy (afl. "The Main Chance", 1963)
- Steptoe and Son (televisieserie) – Delilah (afl. "The Bath", 1963)
- Benny Hill (televisieserie) – Elvira Crudd (afl. "Mr. Apollo", 1963)
- A Place to Go (1963) – kleine rol (niet op aftiteling)
- Corrigan Blake (televisieserie) – Abigail (afl. "The Removal Man", 1963)
- Comedy Playhouse (televisieserie) – Rita (afl. "A Clerical Error", 1963)
- Comedy Playhouse (televisieserie) – Mrs. Spooner (afl. "Impasse", 1963)
- Sparrows Can't Sing (1963) – bardame
- Benny Hill (televisieserie) – Bella (afl. "Cry of Innocence", 1962)
- Z-Cars (televisieserie) – Clara Smales (afl. "Full Remission", 1962)
- Armchair Theatre (televisieserie) – Cissy (afl. "The Fishing Match", 1962)

- Biblioteca Nacional de España: XX969767
- Bibliothèque nationale de France: cb178081988 (data)
- International Standard Name Identifier: 0000 0000 6303 5893
- Library of Congress Control Number: no2004077349
- MusicBrainz: f8a865c4-64bf-4fad-a90e-3c257e22d60a
- Nederlandse Thesaurus van Auteursnamen: 099802937
- Trove: 1448673
- Virtual International Authority File: 24316133
- WorldCat: E39PBJktpf74CYc4dVtyqg8cT3